# アントン・トカレフ
アントン・アンドレーエヴィチ・トカレフ（ロシア語: Антон Андреевич Токарев、ラテン翻字：Anton Andreevich Tokarev、1984年11月22日 - ）は、ロシアノヴォシビルスク出身の男性フィギュアスケート選手。2005年JGPファイナル優勝。パートナーはヴァレリア・シマコワとエカテリーナ・グラドコワ。

## 経歴
ロシアのノヴォシビルスクに生まれ、4歳のころにスケートを始めた。ジュニア時代の初期にエカテリーナ・グラドコワとペアを結成し、2002-2003年シーズンにISUジュニアグランプリに参戦。JGP北京に出場したが、5位に終わった。シーズン後エカテリーナ・グラドコワとのペアを解散。
2005年に新たにヴァレリア・シマコワとペアを結成し、シニアクラスのロシア選手権に出場。11位に終わる。翌2005-2006年シーズンよりISUジュニアグランプリに再び参戦を果たし、JGPスケートスロバキアで2位となり、JGPモントリオールでは優勝を果たした。初出場のJGPファイナルでも優勝し、一躍注目を集めたが直後にペアは解散。

## 主な戦績
| 大会/年               | 2002-03 | 2004-05 | 2005-06 |
| --------------------- | ------- | ------- | ------- |
| ロシア選手権          |         | 11      |         |
| ニース杯              |         | 3       |         |
| JGPファイナル         |         |         | 1       |
| JGPモントリオール     |         |         | 1       |
| JGPスケートスロバキア |         |         | 2       |
| JGP北京               | 5       |         |         |

### 詳細
| 2005-2006 シーズン    |                                                            |         |         |          |
| 開催日                | 大会名                                                     | SP      | FS      | 結果     |
| 2005年12月24日 - 27日 | 2005ジュニアグランプリファイナル（オストラヴァ）           | 1 47    | 1 89.75 | 1 136.75 |
| 2005年9月22日 - 25日  | ISUジュニアグランプリ モントリオール（モントリオール）     | 1 45.88 | 1 79.81 | 1 125.69 |
| 2005年9月1日 - 4日    | ISUジュニアグランプリ スケートスロバキア（ブラチスラヴァ） | 2 42.61 | 2 78.53 | 2 121.14 |

| 2004-2005 シーズン  |                                |    |    |      |
| 開催日              | 大会名                         | SP | FS | 結果 |
| 2004年11月4日 - 7日 | ニース杯シニアクラス（ニース） | 3  | 3  | 3    |

| 2002-2003 シーズン    |                                    |    |    |      |
| 開催日                | 大会名                             | SP | FS | 結果 |
| 2002年10月17日 - 20日 | ISUジュニアグランプリ 北京（北京） | 5  | 5  | 5    |